# Годинникова вежа (Ботевград)
Годиннико́ва ве́жа в Ботевграді (болг. Часовникова кула) — пам'ятка культури національного значення, розташована в центрі Ботевграда, на площі Визволення. Входить до переліку 100 туристичних об'єктів Болгарії.

## Історія

Герб міста Ботевград

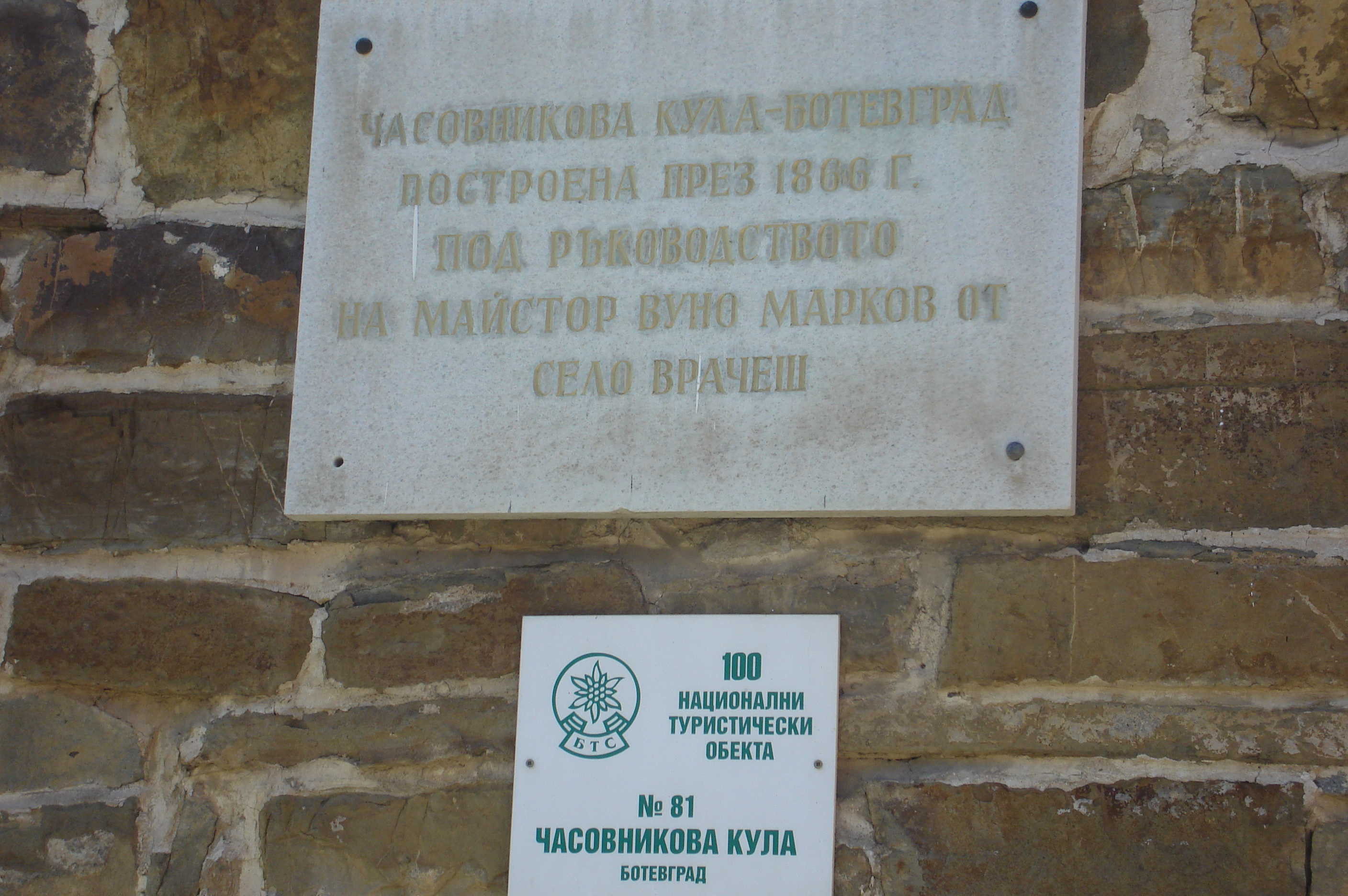
Меморіальні дошки на вежі щодо історії зведення та внесення до переліку туристичних об'єктів

Годинникову вежу було збудовано 1866 року, за пропозицією Мідхат-паші, генерал-губернатора Дунайського вілайету і активного реформатора Османської імперії. Будівництво було приурочене до зміни статусу поселення: 1866 року село Самунджиєве стало містом Орханіє (Ботевградом — з 1934).
Достойменно не відомо ім'я архітектора споруди, лише те, що вона була зведена місцевим майстром Вуно Марковим. Мідний дзвін відлито Лазарем Дімітровим із Бансько, а годинниковий механізм створено Генчо Наковим, уродженцем Ботевграду.
Для будівництва вежі були використані місцеві матеріали: каміння із кар'єру біля села Божениця та дерево із околиць села Врачеш.
Початково на вершині вежі розміщувався дерев'яний будиночок, з котрого щогодини виїжджала фігурка чоловіка у фесці, що, на той час, була форменим головним убором османських чиновників і солдатів. Чоловічок вклонявся, а дзвін відбивав час. Після визволення Болгарії цей символ було демонтовано і знищено мешканцями.
У 1920-х роках до вежі було прибудовано двоповерхову будівлю бібліотеки. У 1970-х, під час чергової реставрації вежі, її знесли, а натомість поряд посадили псевдотсугу. З часом дерево, через своє могутнє коріння, почало становити загрозу головному символу міста і врешті його було спиляно.
Оригінальний годинниковий механізм, котрий протягом багатьох років був найточнішим на Балканському півострові, наразі зберігається в Історичному музеї Ботевграда. На вежі встановлено його копію, виготовлену майстрами з «Етиру».
Заввишки 30 метрів, годинникова вежа в Ботевграді досі залишається найвищою будівлею такого типу в Болгарії. Вона стала символом міста і її зображення уміщено на гербі.
На підставі рішення болгарської Національної ради охорони пам'яток культури від 24 жовтня 2006, у 2007 році вежа отримала статус пам'ятки культури національного значення та була внесена до переліку 100 туристичних об'єктів Болгарії, під номером 81.

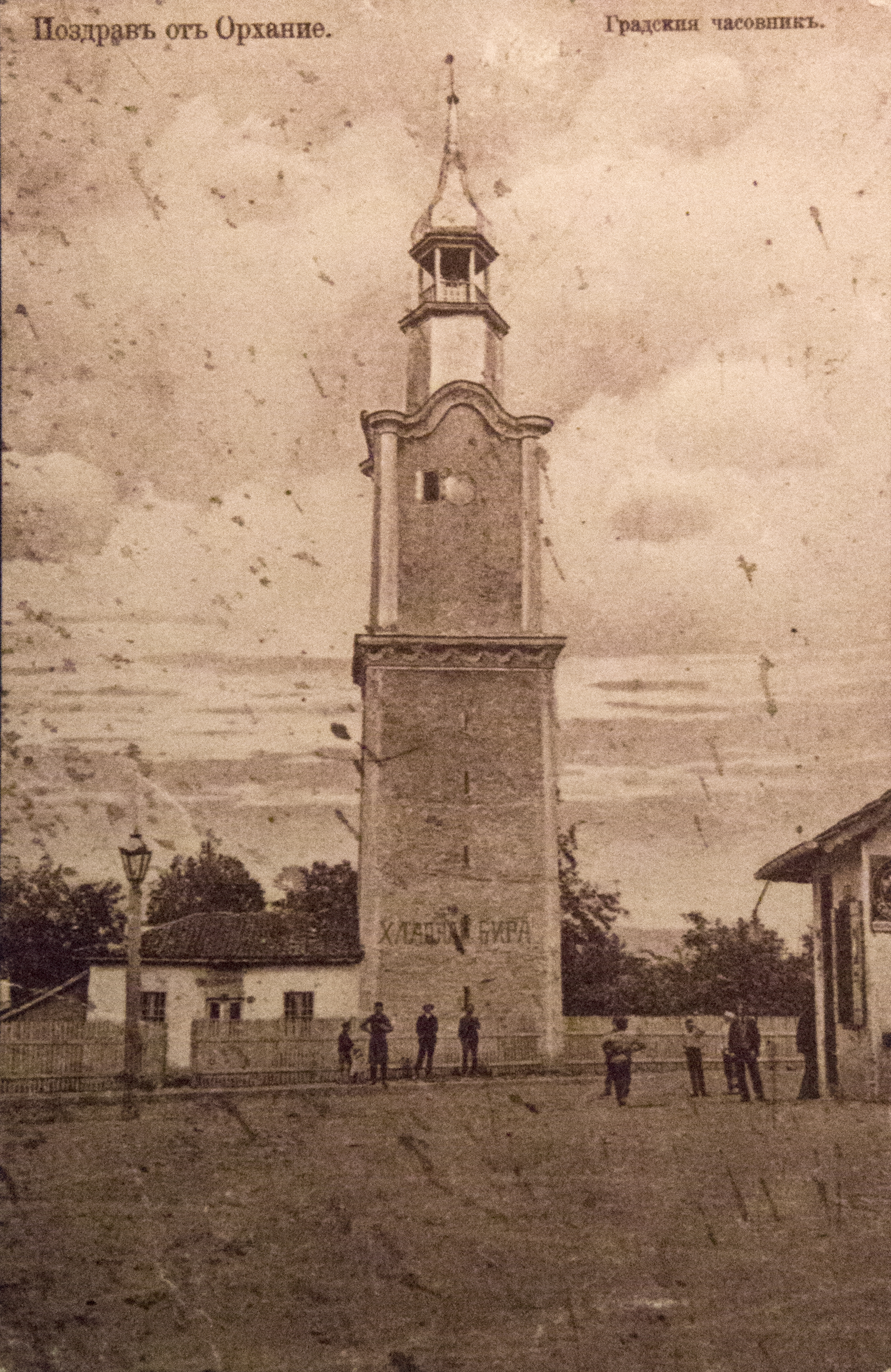
Поштівка з Годинниковою вежею
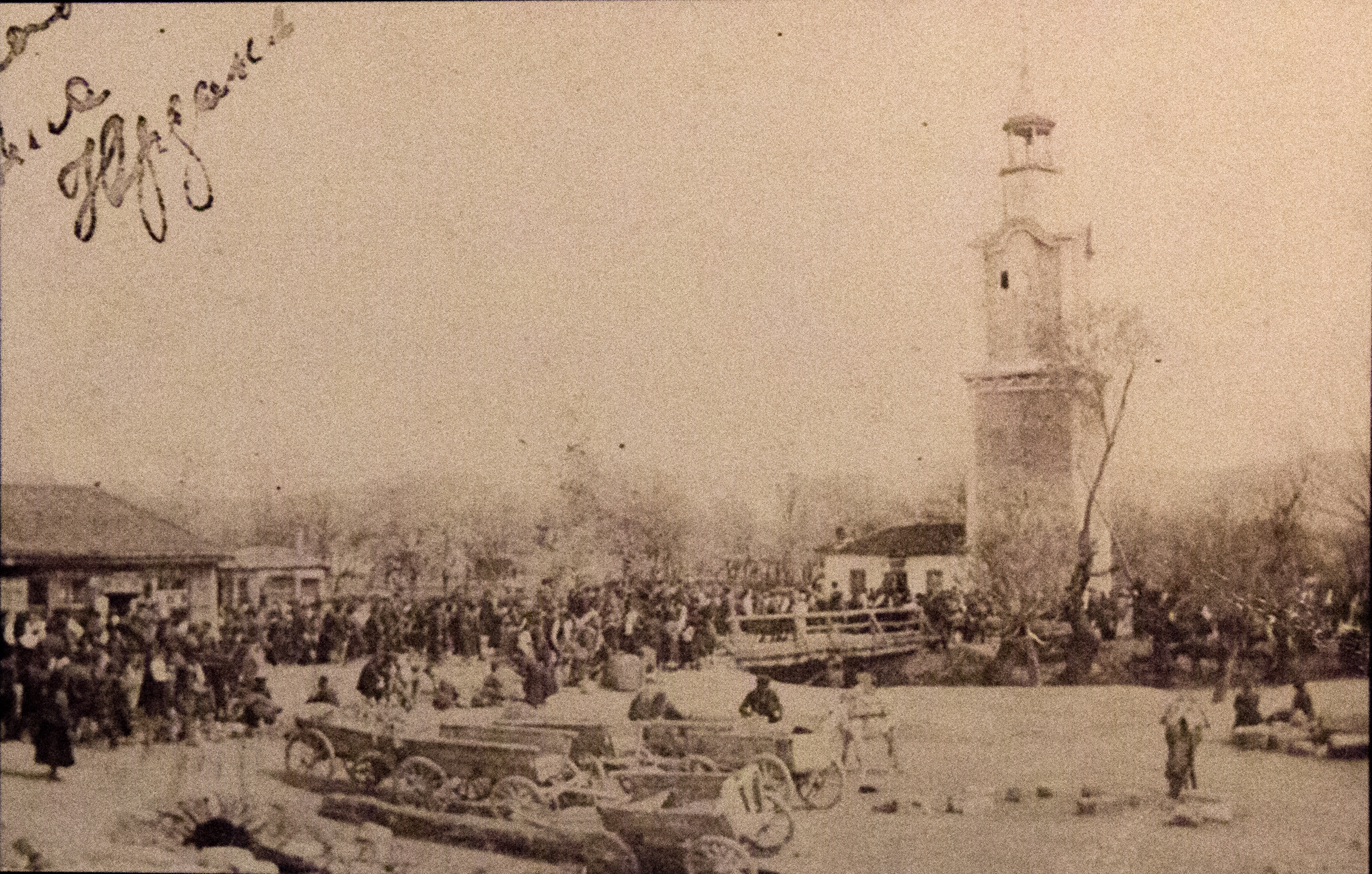
Центральна площа з вежею у базарний день. 1905
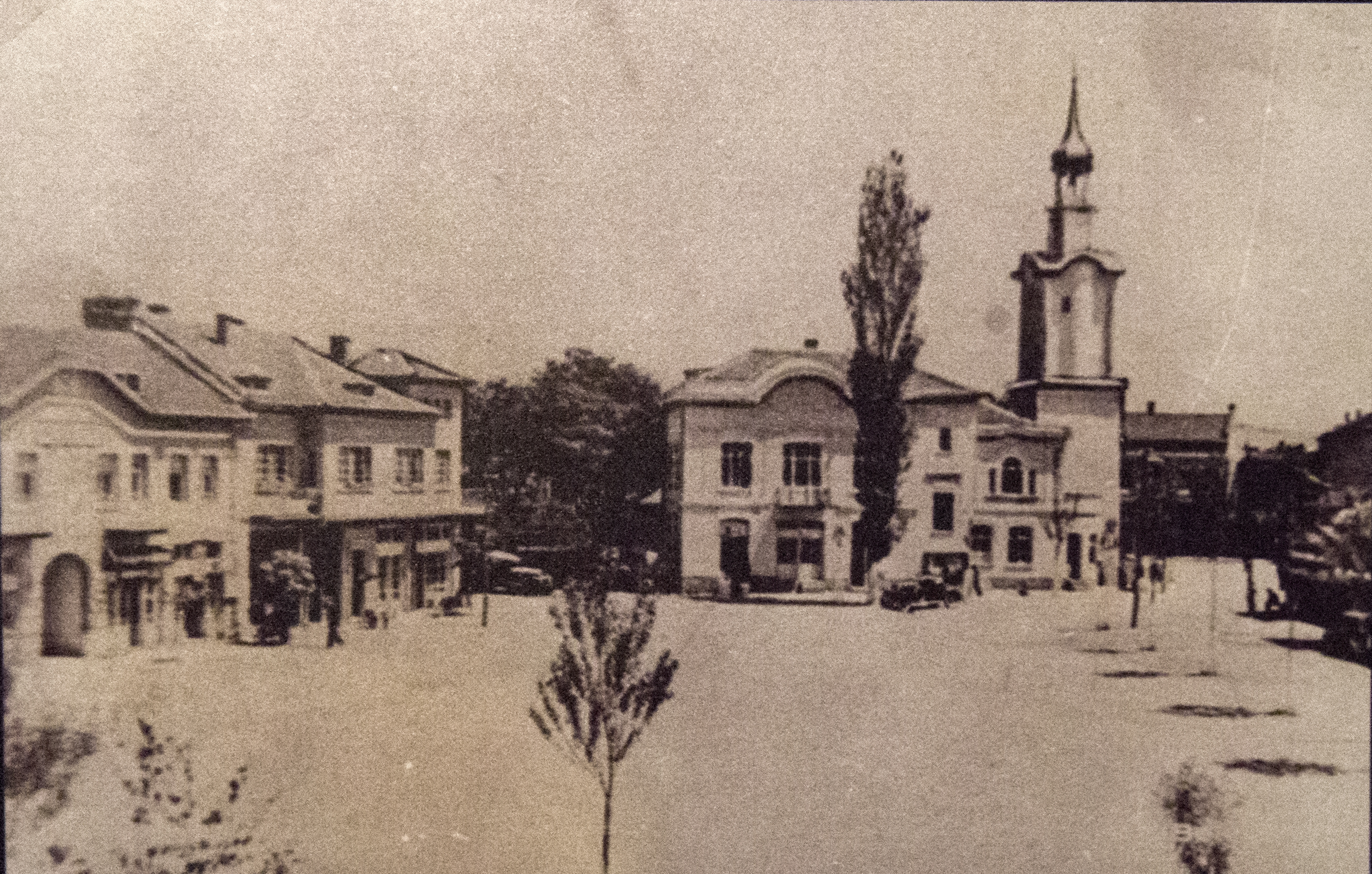
Вид на площу з годинниковою вежею та бібліотекою. 1939

## Архітектура
Вежа збудована в османському стилі, з елементами бароко. Складається з трьох пропорційних частин і звужується догори. Її загальна висота — 30 метрів. В основі — квадрат, із довжиною сторони 5 метрів.
Нижня частина — з вапняку, заввишки 11 метрів. Середня — вужча, із хвилястою поверхнею стін, боки підкреслені напівколонами, завершується карнизом. Карнизи оздоблені блакитними фресками, оновленими з нагоди 150-річчя зведення. Верхня частина ще більш звужена, шестикутної форми, із дзвоном та флюгером.
В нижній частині вежі розміщено вхідні двері та дерев'яні сходи, що спірально закручуючись, ведуть до годинниковоо механізму нагорі. Дзвін чути в радусі 3 кілометрів.

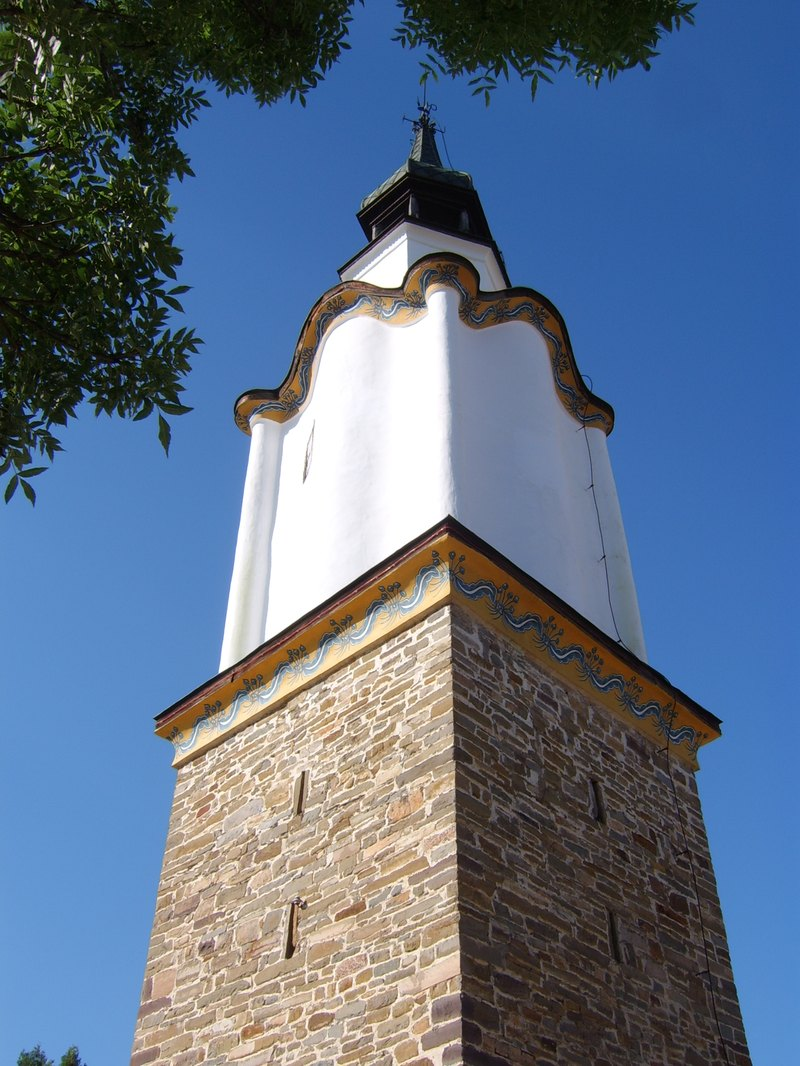
Три яруси вежі та фрески на карнизах
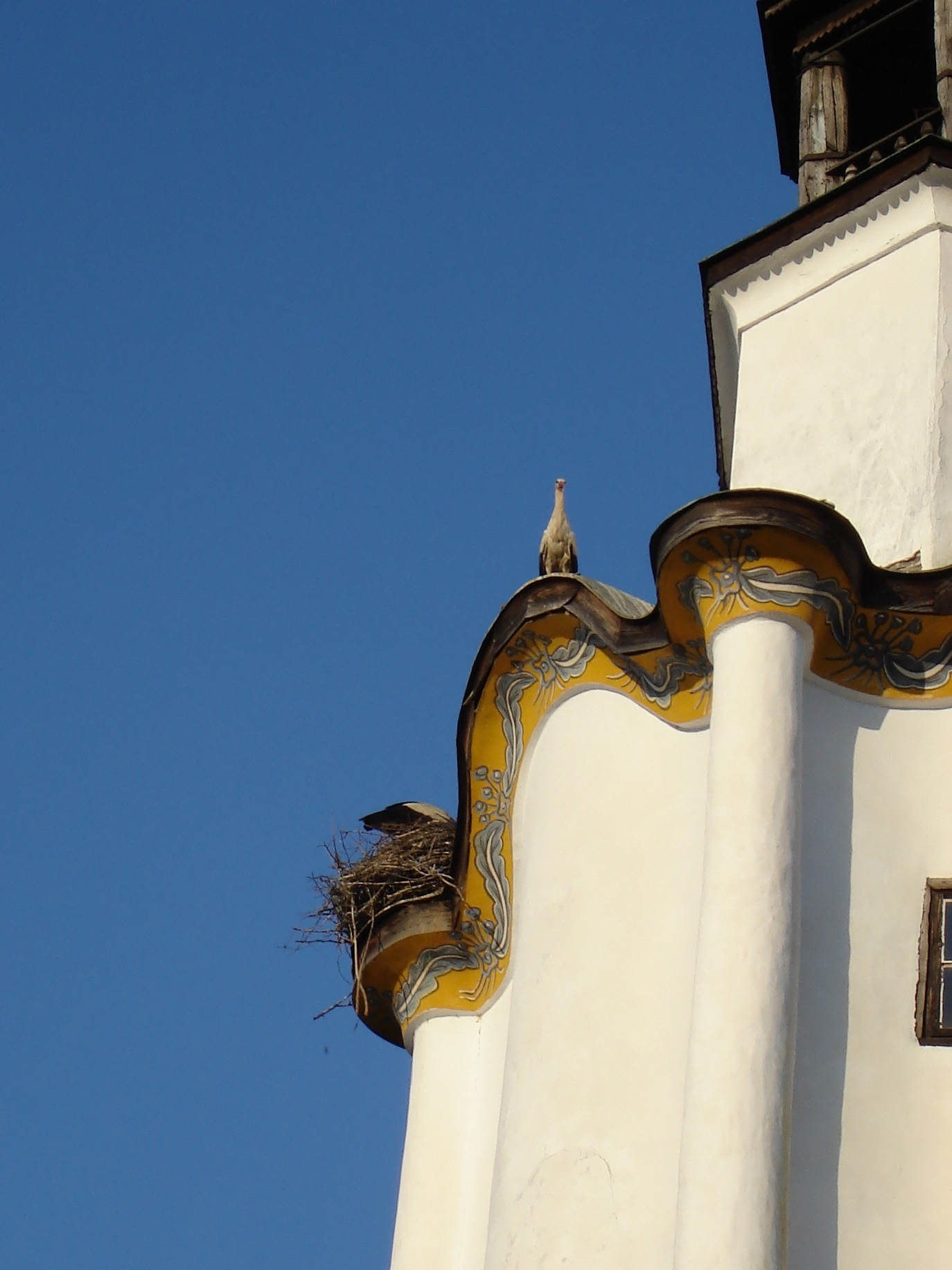
Фрагмент розпису карнизу
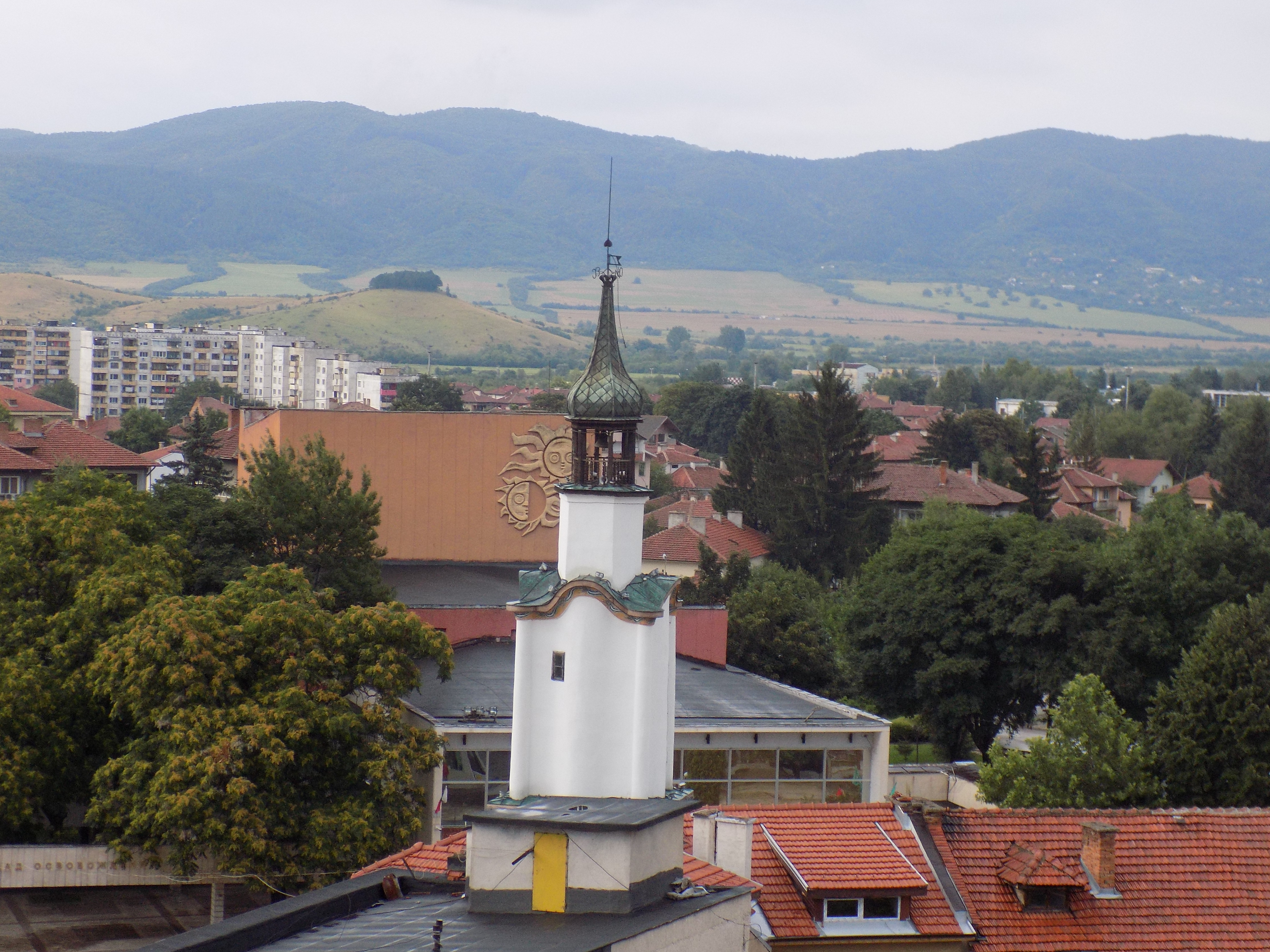
Верхня частина вежі
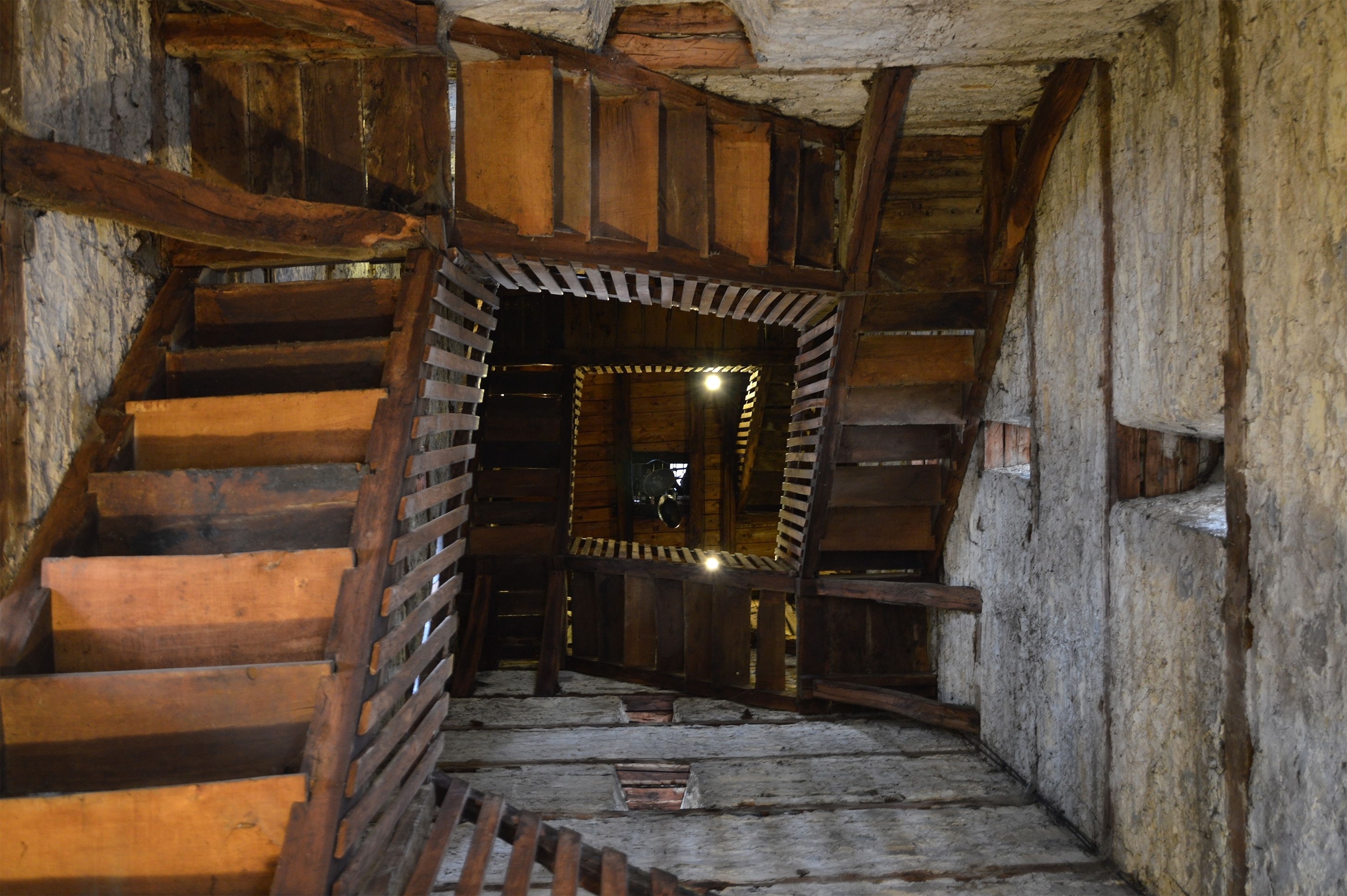
Дерев'яні сходи всередині будівлі

## Галерея

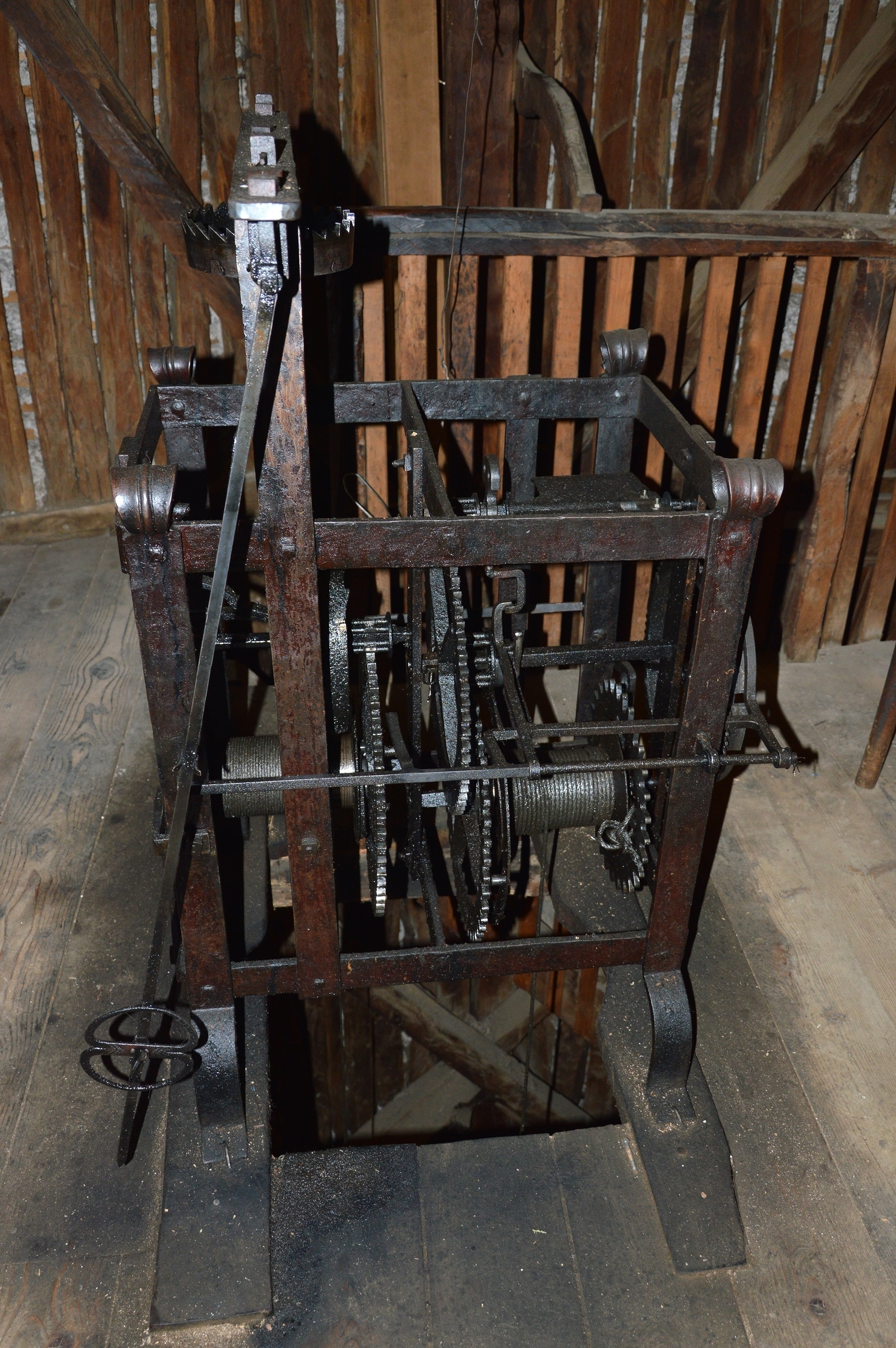
Годиниковий механізм, встановлений у вежі
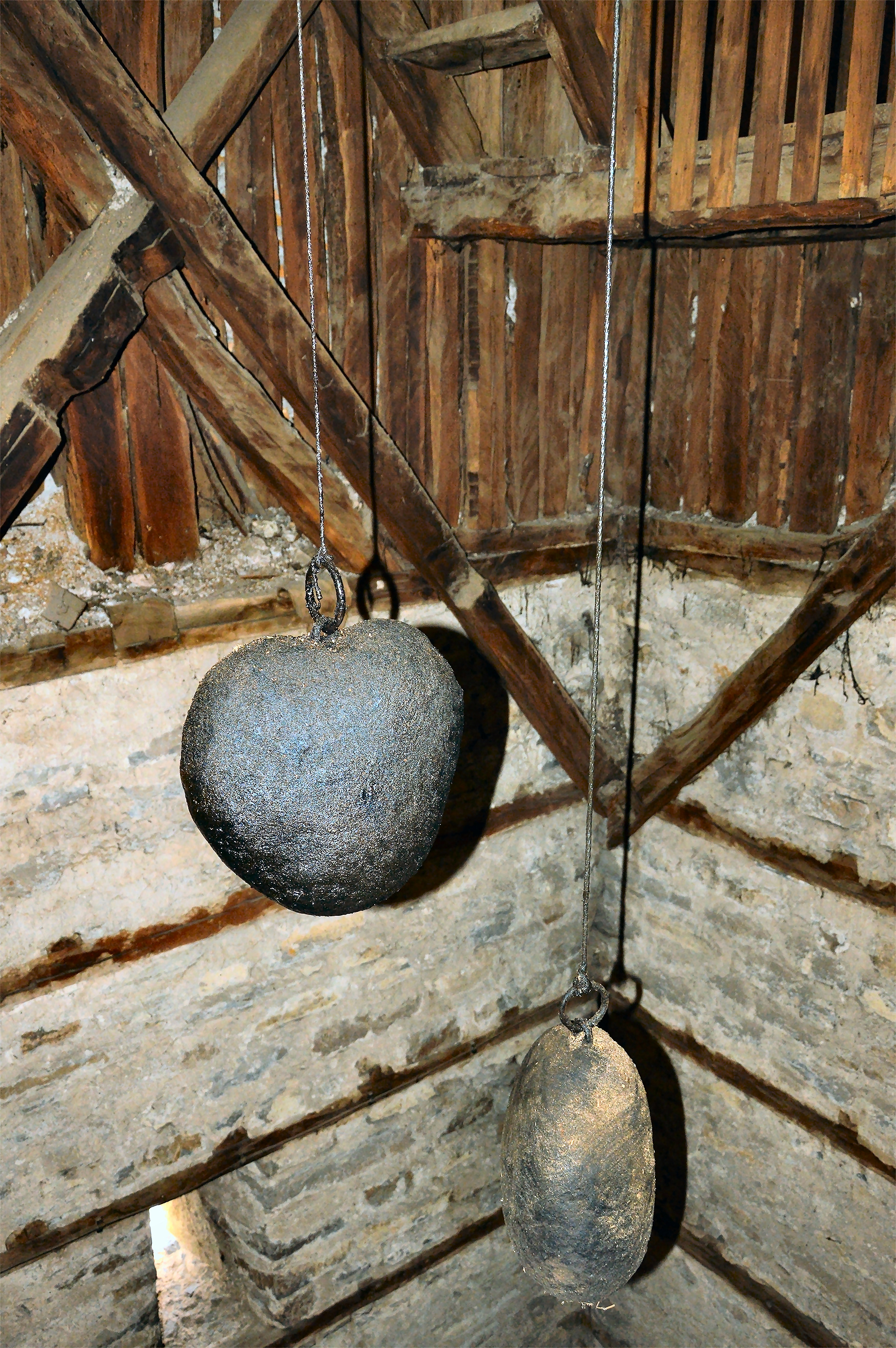
Шальки годинника вежі
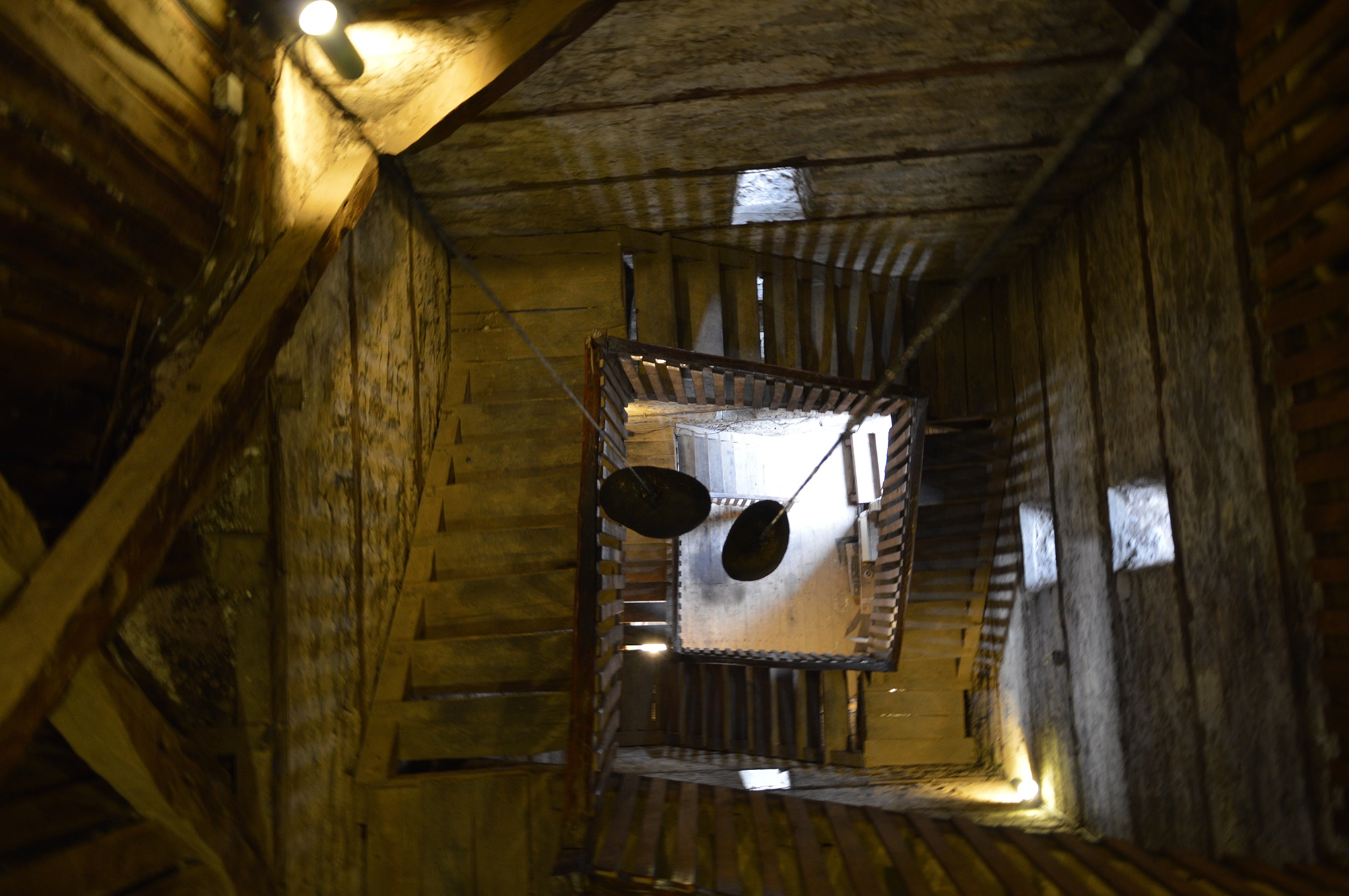
Шальки годинника та дерев'яні сходи у вежі
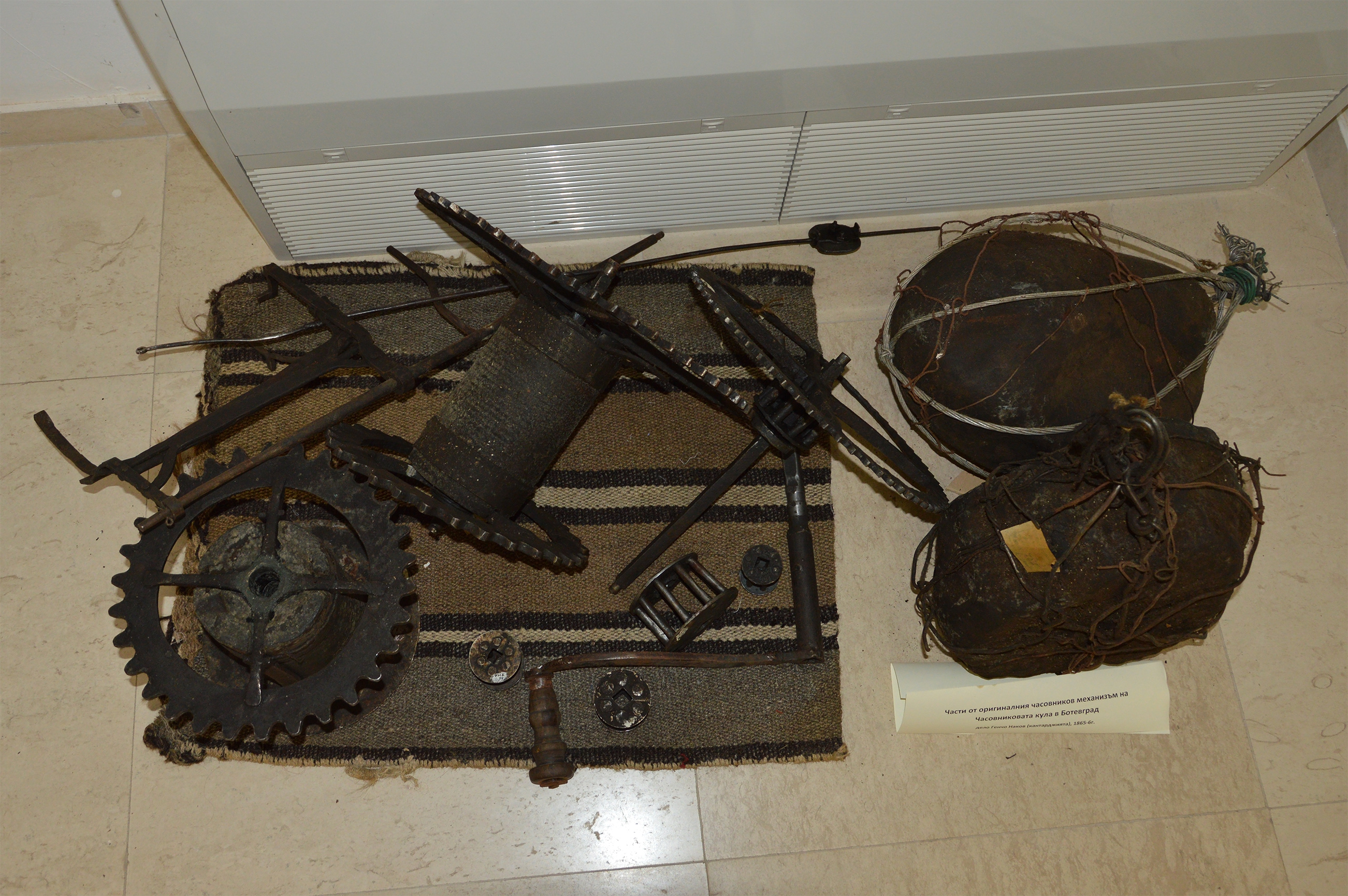
Оригінальний годинниковий механізм в експозиції музею

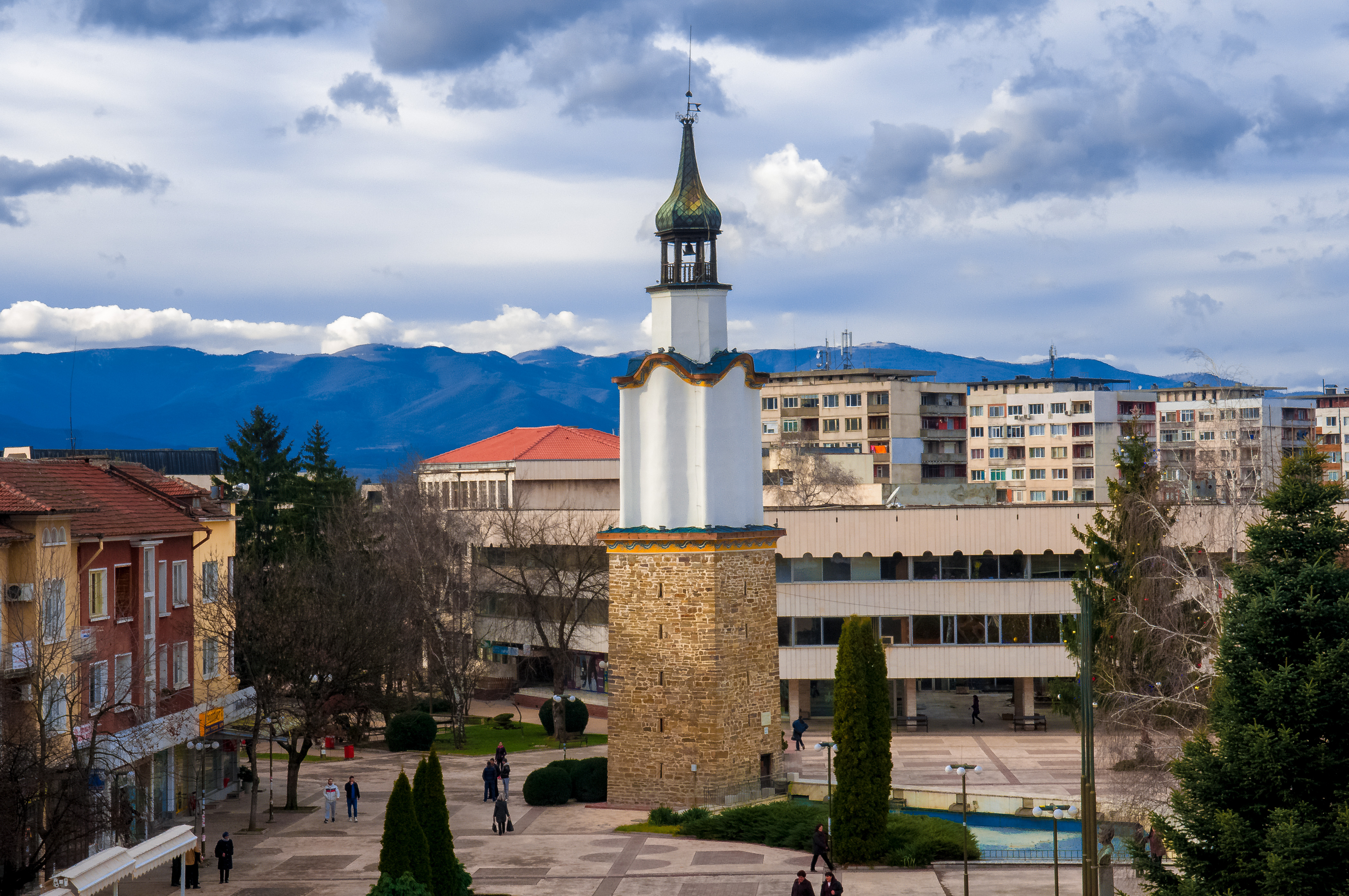
Сучасний вигляд вежі. 2014
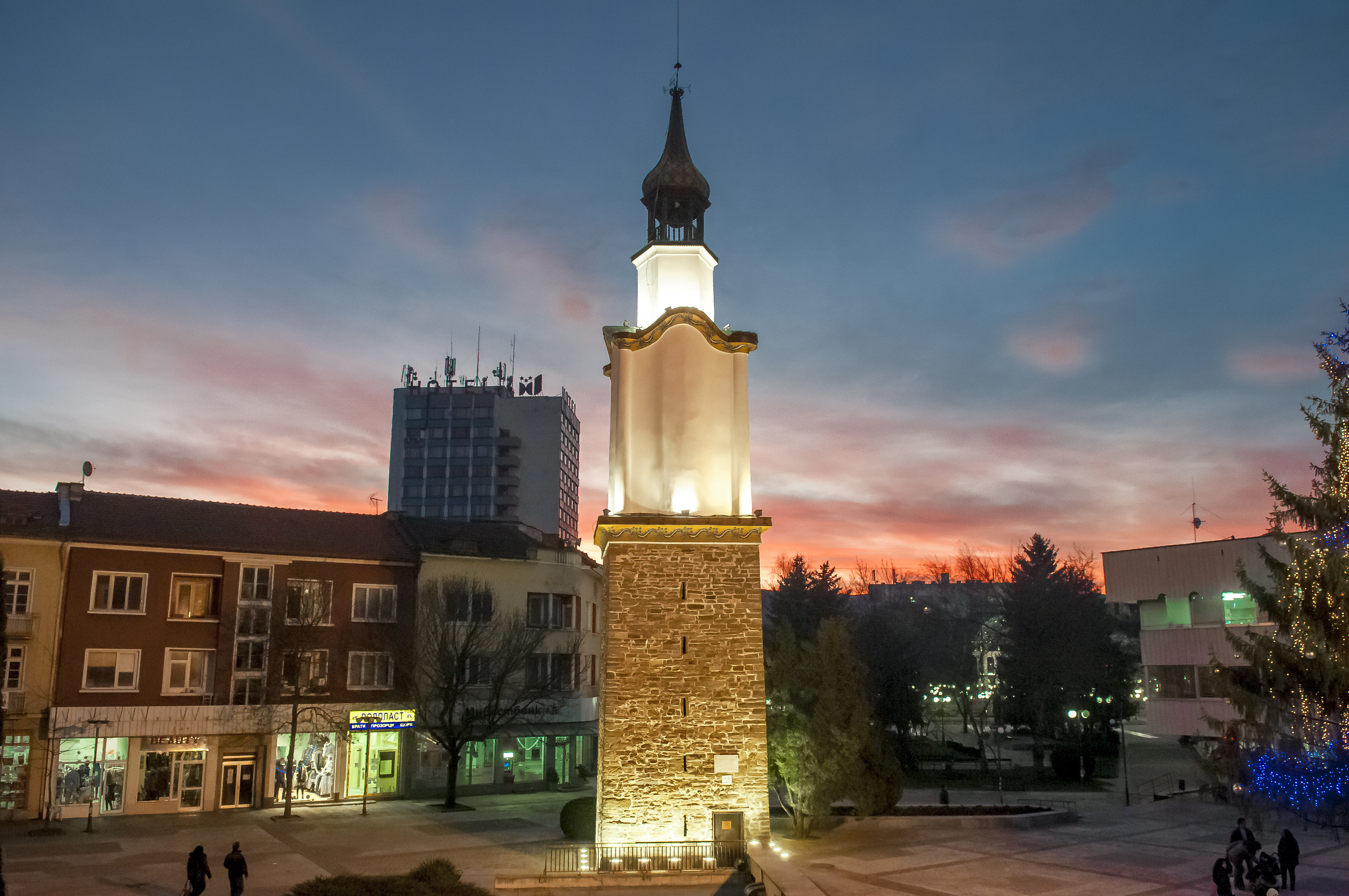
Підсвічення вежі вночі. 2014
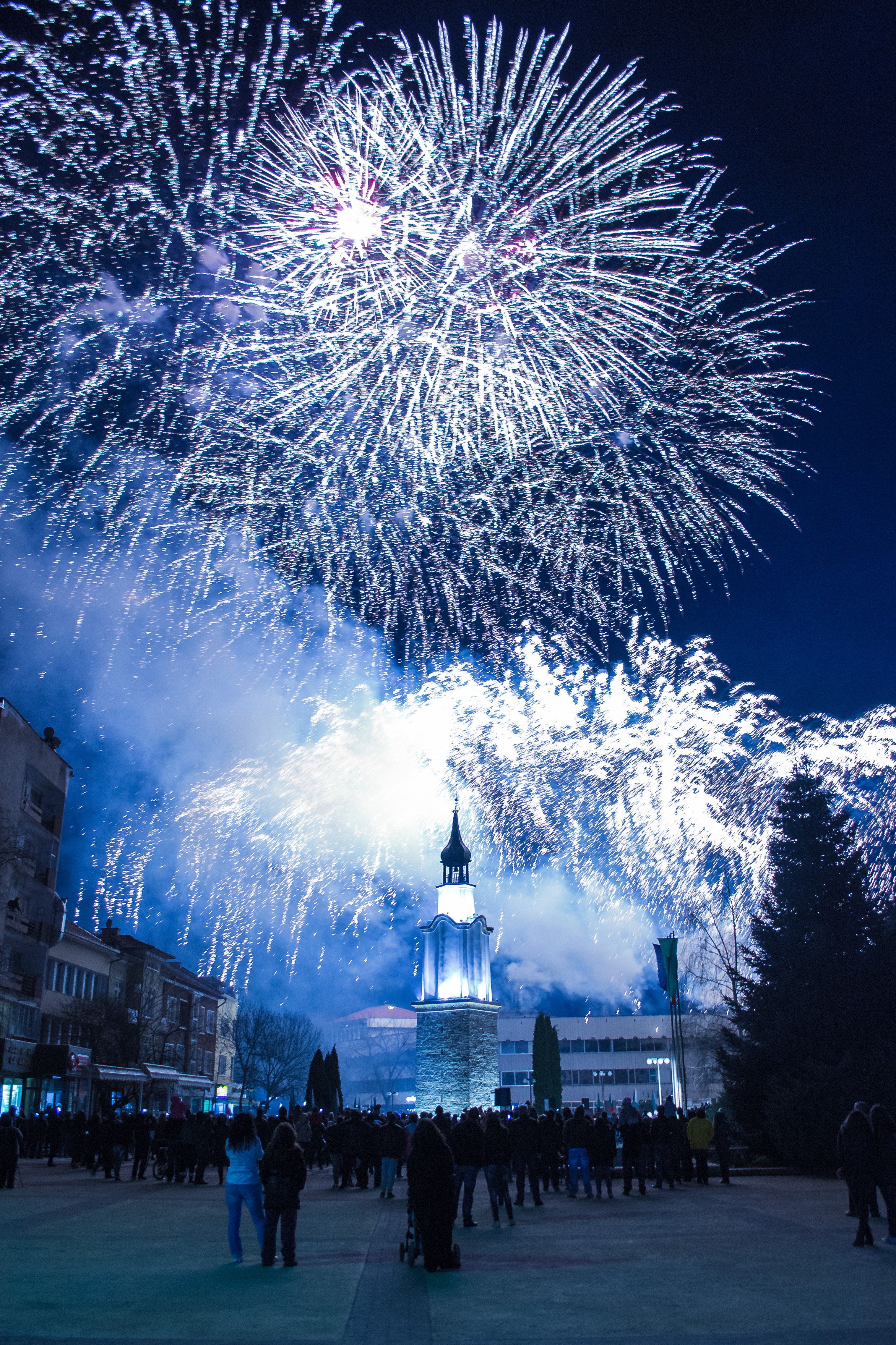
Феєрверк з нагоди Дня визволення Болгарії. 3 березня 2015
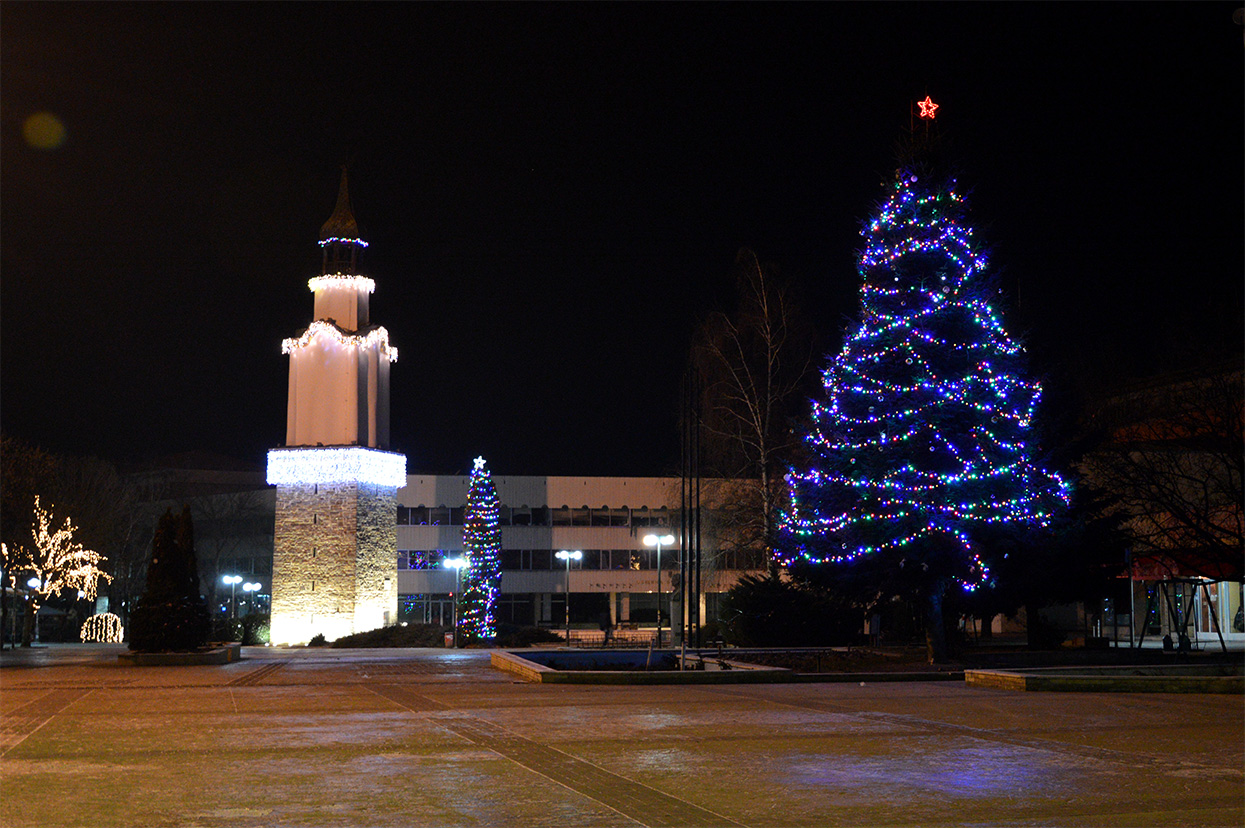
Новорічна ілюмінація на площі Визволення. 2016